# Лысенко, Георгий Николаевич
Георгий Николаевич Лысенко (1880—1918) — русский офицер, герой Первой мировой войны, участник Степного похода.

## Биография
Православный. Из дворян.
Окончил Ярославский кадетский корпус (1897) и Одесское пехотное юнкерское училище (1899), откуда выпущен был подпрапорщиком в 134-й пехотный Феодосийский полк. 6 декабря 1900 года произведён подпоручиком в тот же полк.
10 июня 1902 года переведён в Отдельный корпус пограничной стражи с переименованием в корнеты. Произведён в поручики 6 декабря 1904 года, в штабс-ротмистры — 6 декабря 1908 года. На 1 января 1909 года — штабс-ротмистр Рыпинской пограничной бригады. Позднее был переведён в Скулянскую пограничную бригаду, а 17 апреля 1912 года зачислен в запас армейской пехоты по Оргеевскому уезду, с переименованием в штабс-капитаны.
С началом Первой мировой войны был призван из запаса, состоял в 248-м пехотном Славяносербском полку. Высочайшим приказом от 1 апреля 1916 года удостоен ордена Св. Георгия 4-й степени
За то, что при атаке укрепленных позиций противника у селения Стегно-Еднорожец, 1 марта 1915 года, первым ворвался в окопы противника и взял с боя действующий пулемет, причем был ранен.
Произведён в капитаны 8 октября 1915 года «за выслугу лет», в подполковники — 18 июля 1916 года. В 1917 году был перемещён в 698-й пехотный Шаргородский полк, произведён в полковники 13 июля 1917 года.
С началом Гражданской войны прибыл на Дон, где вступил в партизанский отряд полковника Семилетова, с которым выступил в Степной поход. Был помощником командира отряда, командующим пешими сотнями. Скончался от ран 24 марта 1918 года, был похоронен в станице Граббевской.